# Alban Rooman
Alban Rooman – belgijski strzelec, olimpijczyk.
Brał udział w Letnich Igrzyskach Olimpijskich 1900. Startował w strzelaniu z pistoletu dowolnego z 50 m indywidualnie i drużynowo. Indywidualnie zajął 13. miejsce, a w konkursie drużynowym osiągnął 4. lokatę.

## Wyniki olimpijskie
| Igrzyska   | Konkurencja                       | Wynik                             | Miejsce | Źródło |
| ---------- | --------------------------------- | --------------------------------- | ------- | ------ |
| Paryż 1900 | Pistolet dowolny, 50 m            | 405 pkt.                          | 13      | [ 1 ]  |
| Paryż 1900 | Pistolet dowolny, 50 m, drużynowo | 1823 pkt. (druż.) 405 pkt. (ind.) | 4       | [ 2 ]  |